# Hans-Joachim Walde
Hans-Joachim Walde (Gläsersdorf, 28 giugno 1942 – Jever, 18 aprile 2013) è stato un multiplista tedesco, vincitore di due medaglie olimpiche nel decathlon.

## Palmarès
| Anno | Manifestazione  | Sede              | Evento    | Risultato | Punteggio |
| ---- | --------------- | ----------------- | --------- | --------- | --------- |
| 1964 | Giochi olimpici | Tokyo             | Decathlon | Bronzo    | 7.809 p.  |
| 1968 | Giochi olimpici | Città del Messico | Decathlon | Argento   | 8.111 p.  |